# Boadella i les Escaules
Boadella i les Escaules (tot 2004: Boadella d'Emporda) is een gemeente in de Spaanse provincie Girona in de regio Catalonië met een oppervlakte van 11 km². Boadella i les Escaules telt 266 inwoners (1 januari 2016).

## Demografische ontwikkeling
Bron: INE, 1857-2011: volkstellingen
Opm.: De gemeente ontstond in 1857 door de fusie van Boadella en Les Escaules